# Kwiedzina

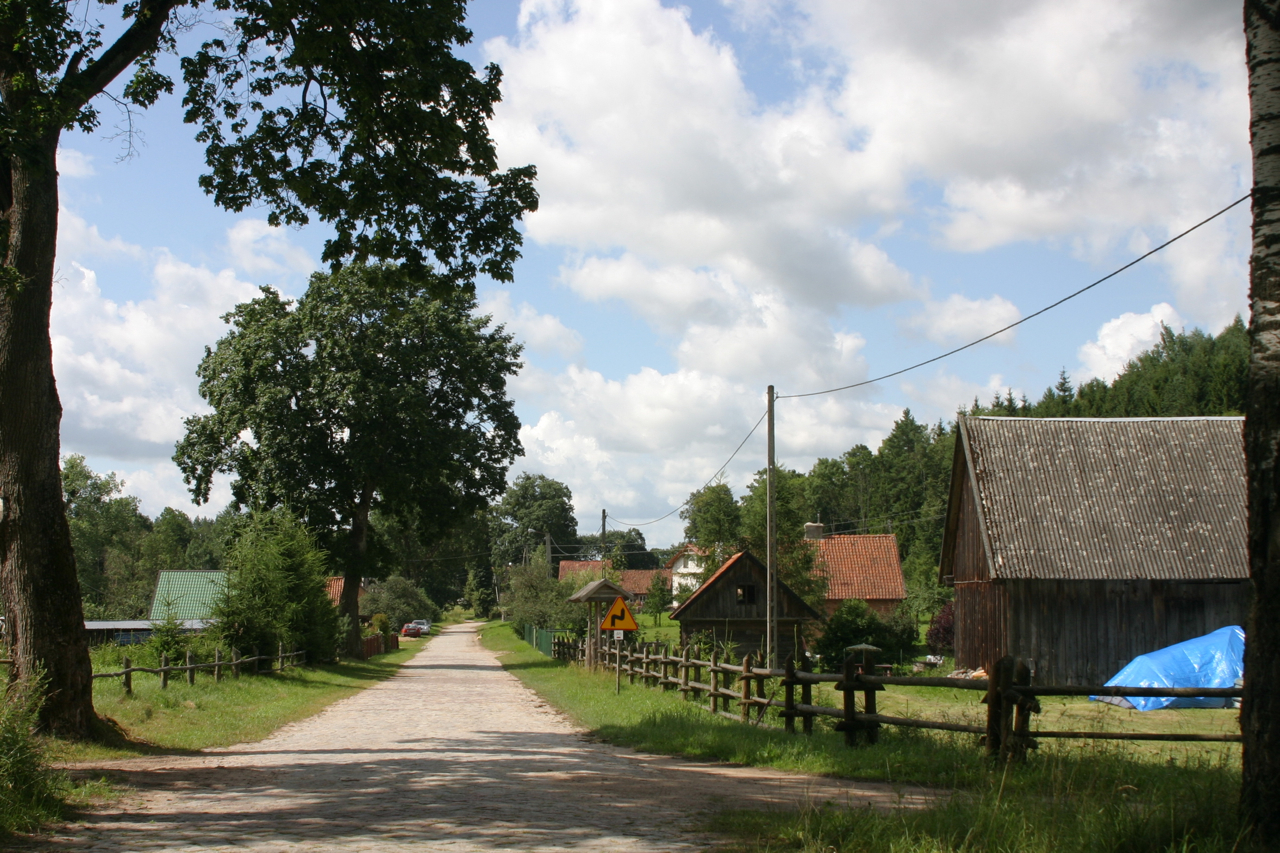
Kwiedzina (2009)

Kwiedzina (deutsch Queden) ist ein Dorf in Polen in der Woiwodschaft Ermland-Masuren. Der Ort ist Teil der Landgemeinde Kętrzyn (Rastenburg) im Powiat Kętrzyński.

## Geschichte
1342 erhielten die vier Männer Warpun, Wysnor, Meirun und Bartold von Ludolf König 33 Włóka Land zur Nutzung. Mit der Anlage eines Dorfes nach Kulmer Recht an dieser Stelle war der Grundstein für das heutige Kwiedzina gelegt. Eine Mühle, die es in dem Dorf gab, wurde 1492 vom Prokurator Rastenburgs Jordan von Berehenrode an einen Matzke übertragen.
1785 gab es in Queden neun Wohnhäuser. Bei einer erneuten Aufstellung aus dem Jahr 1817 hatte sich die Zahl der Wohngebäude nicht verändert und es wurden 82 Einwohner gezählt.
Am Ende des Zweiten Weltkrieges wurde die Gegend von der Roten Armee eingenommen und kam in der Folge an Polen. 1970 wurden 50 Einwohner gezählt. Nach der Auflösung der Gromadas war Kwiedzina ab 1973 Teil des Schulzenamtes (sołectwo) Pożarki (Pohiebels) in der Gemeinde Kętrzyn.

## Verkehr
Kwiedzina liegt an der Woiwodschaftsstraße 592, die in nordwestlicher Richtung nach etwa fünf Kilometer Kętrzyn durchquert. In südöstlicher bzw. südlicher Richtung führt die Straße nach etwa 20 Kilometern durch Giżycko (Lötzen).
Die nächste Bahnstation befindet sich in Kętrzyn, wo es Direktverbindungen nach Olsztyn (Allenstein) und Posen gibt.
Der nächste internationale Flughafen ist der Flughafen Kaliningrad, der sich etwa 100 Kilometer nordwestlich auf russischem Hoheitsgebiet befindet. Der nächste internationale Flughafen auf polnischem Staatsgebiet ist der etwa 200 Kilometer westlich gelegene Lech-Wałęsa-Flughafen Danzig.

## Persönlichkeiten
- Kurt Jablonski (* 1931), Eishockeyspieler